# احمد مرعی (بازیکن فوتبال)
احمد مرعی (عربی: أحمد مرعي؛ زادهٔ ۱۴ ژانویهٔ ۱۹۸۷) بازیکن فوتبال اهل اردن است.
وی همچنین در تیم ملی فوتبال اردن بازی کرده‌است.